# Álex Llorca
Alejandro Llorca Castillo, más conocido como  Álex Llorca (nacido el 26 de enero de 1989 en Esplugas de Llobregat, Barcelona) es un jugador de baloncesto español que milita en el Club Bàsquet Sant Antoni de la Liga LEB Plata. Con 1.92 de estatura, su puesto natural en la cancha es el de escolta.

## Trayectoria deportiva
Formado en las categorías inferiores de Hospitalet y Barça, cuenta con amplia experiencia tanto en la liga Leb Oro, donde militó en equipos como Breogán, Lleida y Alicante, como en la liga ACB.
Más tarde, militaría durante cinco temporadas en el Montakit Fuenlabrada de liga ACB, hasta salir del equipo madrileño por una lesión en 2019.
En febrero de 2020 firma con el Club Basquet Coruña de la Liga LEB Oro.
En julio de 2020 firma con el Bàsquet Girona de la Liga LEB Oro.
El 30 de septiembre de 2021, firma con el Club Melilla Baloncesto, equipo de LEB Oro española, para disputar la temporada 2021-22.
El 25 de julio de 2022, firma por el Club Bàsquet Cornellà de la Liga LEB Plata.
El 5 de junio de 2023, firma por el Club Bàsquet Sant Antoni de la Liga LEB Plata. 

## Baloncesto 3x3
En paralelo a su carrera profesional, también ha jugador al baloncesto 3x3, representando a España en varios torneos. En el año 2015 fue medalla de plata en el Europeo, junto con  Sergio de la Fuente y Nacho Martín.